# Notopterygium pinnatiivolucellatum
Notopterygium pinnatiivolucellatum là một loài thực vật có hoa trong họ Hoa tán. Loài này được F.T. Pu & Y.P. Wang mô tả khoa học đầu tiên năm 1994.